# Henok Goitom
Henok Goitom   (municipi de Solna, 22 de setembre de 1984) és un exjugador de futbol. Té doble nacionalitat, de Suècia i d'Eritrea.

## Trajectòria
El 2003 va començar a jugar al Vasalund suec. Les temporades 2003-2004 i 2004-2005 va jugar a l'Udinese italià, a primera divisió del Calcio. D'aquest equip el va fitxar el Ciudad de Murcia a la segona divisió espanyola. Hi va estar dues temporades, la 2005-2006 i 2006-2007. A la temporada 2007-08, el va fitxar el Múrcia, que acabava de pujar a la Primera Divisió espanyola. A la seva carrera professional ha marcat 24 gols, més els actuals al Reial Múrcia. Durant la temporada 2008-09 jugà cedit al Real Valladolid. Fins al 2012 va jugar a la UD Almería.